# Michel Colson
Michel Colson, né le 19 août 1957 à Wilrijk, est un homme politique belge bruxellois, membre de Démocrate fédéraliste indépendant.
Il est licencié en philosophie et lettres, en journalisme et communication sociale.

## Fonctions politiques
- Membre du Parlement de la Région de Bruxelles-Capitale depuis le 19 octobre 2005
- Président du centre public d'action sociale de Watermael-Boitsfort